# ۹ جمادی‌الاول
نهمین روز از ماه جمادی‌الاول در تقویم قمری.

## زادگان
- ۹۸۰ (قمری): ملاصدرای شیرازی؛ فیلسوف بزرگ ایرانی و از دانشمندان شیعه